# Camí de Ronda
|  | Aquest article tracta sobre el camí a Castell d'Aro. Vegeu-ne altres significats a «Camins de ronda de Lloret de mar». |

El Camí de Ronda és un camí que ressegueix la costa de Castell d'Aro, Platja d'Aro i s'Agaró (Baix Empordà) protegit com a Bé Cultural d'Interès Local.

## Descripció
És un element urbà. És una bora feta sobre la roca que envolta un area residencial, fen t un bordó peoner que dona final al parcel·lant privat i fa de balcó públic sobre el mar. S'ha fet respectant el màxim els drets de la naturalesa, no s'ha forçat en cap moment el paisatge marí, el camí segueix el curs del litoral, assenyala amb exactitud la tipologia de la costa, sempre col·locat a mida amb les exigències de la mida humana per això en algunes ocasions davant de desnivell pronunciats s'ha utilitzat petits esglaons fets amb roca adient al indret.

## Història
Aquesta urbanització fou iniciada el 1924 per l'industrial Josep Ensesa i Gubert en col·laboració amb l'arquitecte Rafael Masó i Valentí. Rebé el nom d'un rierol proper (Segueró o Sagaró). La primera casa fou "Senya Blanca" del sr. Ensesa al maneit 1924, però la veritable gran empenta constructiva no es produí fins al 1928 amb obres com la casa de Masó 1928, la casa Ciblis 1929, l'hostal de la Gavina 1929-34... a la mort de Masó es feu càrrec de la urbanització F.Folguera i Grassí el qual hi va fer nombroses obres : camí de ronda, l'església, els banys la disposició definitiva del hostal, casa Ensesa (fill) mort el 1960 fou Adolf Florensa qui el substituí. A s'Agaró es crear un urbanisme de l'alta burgesia de caràcter marcadament autòcton i d'arrel noucentista.